# Río Cañón Verde
El río Cañón Verde es un río boliviano perteneciente a la cuenca del río Amazonas, siendo el río tributario ubicado más al sur de toda la cuenca amazónica. Desemboca en el río Parapetí, todo su recorrido lo hace en el departamento de Chuquisaca.

## Hidrografía
El río Cañón Verde nace en la Serranía Ingre al este del departamento de Chuquisaca a una altitud de 1.540 m s. n. m. y aproximadamente en las coordenadas geográficas (20°29′46″S 63°45′53″O / -20.49611, -63.76472), desde este punto el río discurre en sentido norte, el río es de tipo meándrico en la mayoría de su recorrido, desemboca finalmente en el río Parapetí tras un recorrido de 57 kilómetros en las coordenadas geográficas (20°11′9″S 63°45′49″O / -20.18583, -63.76361).